# Heisdorf, Luxemburg
Heisdorf är en ort i Luxemburg.   Den ligger i distriktet Luxemburg, i den centrala delen av landet, 6 kilometer norr om huvudstaden Luxemburg. Heisdorf ligger 253 meter över havet och antalet invånare är 1 586.